# أوكتاديكان
الأوكتاديكان  هو أحد الألكانات الهيدروكربونية، وله الصيغة الكيميائية CH3(CH2)16CH3.

## وصلات خارجية
- شهادة بيانات أمان المواد – أوكتاديكان
- أوكتاديكان